# Garden City (Idaho)
Garden City è una città degli Stati Uniti d'America, situata nello Stato dell'Idaho e in particolare nella Contea di Ada.